# 白い制服
『白い制服』は、1963年8月5日に発売された橋幸夫の40枚目のシングルである（VS-1086）。

## 概要
- 楽曲制作のきっかけは、1963年5月の金沢公演で、橋が軍刀を持った暴漢に襲われ、背中を切られただけでなく、刀を掴んだ指がグラグラになるほどの重傷を負ったことである[2]。応急処置の後、東京に戻り慈恵医大に入院した橋を、恩師の佐伯孝夫と吉田正が見舞い、その時、「清楚な白い制服を着て、かいがいしく働いている看護婦をみて、（佐伯作詞、吉田作曲で）曲が作られた」[3]
- 橋にとって、初めてのセリフ入りの曲である。
- セリフは作詞当初からのものではなく、橋が吹き込みの時、その場で佐伯が追加作詞したものである[4]
- 本作のヒットを受けて、佐伯作詞、吉田作曲で『赤いブラウス』『青いセーター』が制作された（本作と合わせて「カラーシリーズ三部作」[5]と言われる）。『明星』月間ランキング第一位（第7回）となる。
- c/wの「芸魂」も、佐伯、吉田の作詞作曲であるが、橋には珍しい「根性ソング」となっている。

## 収録曲
1. 白い制服
作詞：佐伯孝夫、作・編曲：吉田正
2. 芸魂
作詞：佐伯孝夫、作・編曲：吉田正

## 収録アルバム
- 『橋幸夫＜BEST ONE＞』1996/10（VICL-816）
- 『橋幸夫＜TWIN BEST＞』[2CD]1998/11（VICL-41033～4）
- 『橋幸夫が選んだ橋幸夫ベスト40曲』[2CD]2000/10（VICL-60641～2）自選ベスト
- 『吉田正作品集／橋幸夫』2004/5（VICL-61403）

.....他